# 第三捜査命令
『第三捜査命令』（だいさんそうさめいれい）は、1961年3月15日に松竹が配給した、福田晴一監督、主演・田村高廣による、アクションサスペンス映画。原作は樫原一郎の『新刑事物語』。

## あらすじ
神戸の港で自動車のセールスをしている男の死体が見つかった。解剖の結果、麻薬によるショックが死因であった。目撃者により、殺された男がやくざ風の忍ン組に連れて行かれたと判明するも、その後も警察は何もつかめずにいた。時を同じくして、荒業の鉄と呼ばれている流れ者の男が神戸へとやってくる。鉄が神戸のやくざ組織の親分を訪れ、彼は、やくざの親分の娘・春美の運転手として働くこととなる。その頃、事件を目撃した女の死体が発見される。鉄のことを好きになった春美だが、ある日、鉄の正体は、本庁の部長刑事であると知る。悩んだ末、やくざの親分である父にその事を教える。

## 配役
- 田村高廣 : 影浦鉄夫 (荒業の鉄)
- 水島道太郎 : 蛎殻源平
- 石黒達也 : 丹康平
- 瞳麗子 : 丹春美
- 真木康次郎 : 伝法の松
- 柏木優子 : 光枝
- 田中敬介 : 桧垣
- 青山宏 : 竹内
- 中田耕二 : 北村
- 海江田譲二 : 川上
- 中原伸 : 小林
- 南泰介 : 秋山
- 永井邦近 : 影浦伸夫
- 倉田爽平 : 太閤安
- 宮城稔 : 三馬力
- 安住譲 : 河村
- 佐乃美子 : 三田勢津子
- 雲井三郎 : 王洪全
- 山路義人 : 渋川
- 久保恵三郎 : 馬助
- 葉山正雄 : 典吾
- 林家珍平 : トシ坊
- 小田草之助 : チャリンコの伸
- 滝祐児 : タア公
- 山田百合子 : 川津玲子
- 滝沢ノボル : オケラ
- 松井康子 : お絹
- 美村典子 : かず子
- 林彰太郎 : 南
- 名和宏 : 八田五郎

## スタッフ
- 監督：福田晴一
- 製作 : 小糸章
- 脚本 : 高岩肇
- 原作 : 樫原一郎 : 『新刑事物語』
- 撮影：片岡清
- 編集 : 野村政七
- 音楽： 池田正義